# Tobias N. Siebert
Tobias N. Siebert (* 26. Dezember 1972 in Ebersberg) ist ein deutscher Filmproduzent.

## Leben
Tobias Siebert arbeitete nach seinem Schulabschluss in North Carolina zunächst als Video-Cutter für MTV, ARD und NHK. Er studierte zunächst Theater- und Kommunikationswissenschaften an der LMU München und anschließend Filmproduktion an der Hochschule für Fernsehen und Film München (HFF). Sein Abschlussfilm Die Geschichte vom weinenden Kamel von Byambasuren Davaa und Luigi Falorni wurde bei der Oscarverleihung 2005 für einen Oscar in der Kategorie Bester Dokumentarfilm nominiert.
2011 gründete er zusammen mit Eva Kemme, Ansgar Frerich und Florian Beck die Filmproduktionsgesellschaft Basis Berlin Film, die vorher ein Postproduktionsstudio war. Für dieses produzierte er einige Dokumentar- und Spielfilme, unter anderem Berg Fidel – eine Schule für alle (2011), die Fernsehserie FernOst – Von Berlin nach Tokio (2013), Freies Land (2019) und Die Adern der Welt (2019). Für Of Fathers and Sons – Die Kinder des Kalifats (2017) erhielt er bei der Oscarverleihung 2019 seine zweite Oscar-Nominierung. Der Film gewann außerdem den Deutschen Filmpreis 2019 als Bester Dokumentarfilm. Erneut ausgezeichnet mit dem Deutschen Filmpreis wurde er 2021 für Die Adern der Welt.

## Filmografie (Auswahl)
- 2003: Die Geschichte vom weinenden Kamel
- 2005: Kalte Haut (Kurzfilm)
- 2005: Der Schein der Dinge
- 2010: Keep Surfing
- 2011: Immer ostwärts: Von  Berlin nach Wladiwostok (Fernsehserie)
- 2011: 90 Minuten – Das Berlin Projekt
- 2011: Berg Fidel – eine Schule für alle
- 2013: Alphabet
- 2013: Verlorener Horizont
- 2015: Hello, I Am David – Eine Reise mit David Helfgott
- 2017: Taste of Cement – Der Geschmack von Zement
- 2017: Of Fathers and Sons – Die Kinder des Kalifats
- 2018: Berlin putzt! – Dreckige Zeiten (Fernsehserie)
- 2018: Liebesfilm
- 2018: Alles Isy
- 2018: Let the Bell Ring
- 2020: Die Adern der Welt
- 2020: 4 Wände Berlin (Fernsehserie)

## Nominierungen und Auszeichnungen

### Deutscher Filmpreis
- 2004: nominiert für den besten Dokumentarfilm (Die Geschichte vom weinenden Kamel)
- 2018: nominiert für den besten Dokumentarfilm (Taste of Cement – Der Geschmack von Zement)
- 2019: Bester Dokumentarfilm (Of Fathers and Sons – Die Kinder des Kalifats)
- 2021: Bester Kinder- und Jugendfilm (Die Adern der Welt)

### Oscar
- 2019: nominiert für den Besten Dokumentarfilm  (Of Fathers and Sons – Die Kinder des Kalifats)

### Weitere Preise
- 2019: Preis der Deutschen Akademie für Fernsehen 2019 für die Beste Produktion